# Murntown
Murntown är en ort i republiken Irland.   Den ligger i grevskapet Loch Garman och provinsen Leinster, i den sydöstra delen av landet, 120 km söder om huvudstaden Dublin. Murntown ligger 46 meter över havet och antalet invånare är 363.
Terrängen runt Murntown är platt. Runt Murntown är det ganska glesbefolkat, med 36 invånare per kvadratkilometer. Närmaste större samhälle är Wexford, 7,3 km nordost om Murntown. Trakten runt Murntown består i huvudsak av gräsmarker.